# Pernille Høxbro
Pernille Høxbro (født Foersom, 7. december 1959 i København) er en dansk advokat med møderet for Højesteret samt tidligere politiker for Det Konservative Folkeparti.
Hun er datter af salgschef Erling Sørensen og hustru Birthe. Hun blev student fra Herlufsholm i 1978 og cand.jur. fra Københavns Universitet i 1984. I 1989 -2017 var hun gift med advokat Claus Høxbro. 
Som politiker var Høxbro oprindeligt medlem af Det Radikale Venstre, og hun var kommunalbestyrelsesmedlem og rådmand i Frederiksberg Kommune fra 1994, fra 2006 desuden viceborgmester. I 2007 forlod hun Det Radikale Venstre og var i en periode løsgænger, inden hun senere samme år meldte sig ind hos de Konservative. Hun fortsatte i første omgang som viceborgmester, men afgav denne post i 2008.
Som medlem af kommunalbestyrelsen på Frederiksberg Høxbro varetog en række tillidsposter, både på og uden for rådhuset. Ved Europa-Parlamentsvalget 2009 var hun kandidat for de Konservative, og fra kommunalvalget i 2009 til 2019 var hun indvalgt i kommunalbestyrelsen på Frederiksberg for Det Konservative Folkeparti. Hun fraflyttede Frederiksberg Kommune i 2019 og forlod i den forbindelse kommunalbestyrelsen. I 2023 meldte hun sig ud af Det Konservative Folkeparti.